# Mya Diamond
Mya Diamond (Marcali, Somogy; 11 de abril de 1981) es una actriz pornográfica y modelo erótica húngara retirada.

## Biografía
Júlia Koroknai nació el 11 de abril de 1981 en Marcali, una pequeña ciudad cerca del lago Balatón en Hungría. Koroknai vivió bastante tiempo con sus abuelos, tiene una hermana que es 17 años más joven que ella y también un hermano menor. En la escuela estuvo interesada por los idiomas, especialmente el inglés y el alemán, e hizo el examen intermedio cuando tenía 14 años. Posteriormente ganó el primer lugar en un concurso de lengua alemana en Hungría. Cuando terminó la escuela secundaria comenzó a estudiar en la universidad al mismo tiempo que estuvo trabajando en un hotel, y también se dedicó al modelaje como trabajo a tiempo parcial.
Júlia conoció a su novio cuando tenía 17 años de edad, con quien compartió gran parte de su juventud. En el verano de 2003 decidió mudarse junto con su novio a Budapest para ganar dinero e iniciar su propia vida. Después de varios meses, recibió algunas ofertas para trabajar como modelo en la industria pornográfica, y decidió probar este tipo de vida junto a su novio.

## Premios y nominaciones
| Año  | Premio             | Resultado | Categoría                                         | Película     |
| ---- | ------------------ | --------- | ------------------------------------------------- | ------------ |
| 2005 | Premios FICEB      | Nominada  | Premio Ninfa: Mejor actriz                        | Sex Angels   |
| 2006 | Premios FICEB      | Ganadora  | Premio Ninfa: Mejor actriz                        | Sex Angels 2 |
| 2007 | Premios AVN        | Nominada  | Artista femenina extranjera del año               | —            |
| 2007 | Premios AVN        | Nominada  | Mejor escena de sexo en grupo – Película          | Emperor      |
| 2007 | Premios AVN        | Nominada  | Mejor escena de sexo en una producción extranjera | Sex Angels 2 |
| 2007 | Premios Viv Thomas | Ganadora  | Mejor intérprete heterosexual                     | —            |
| 2008 | Premios Viv Thomas | Nominada  | Mejor intérprete femenina heterosexual            | —            |